# 37. ceremonia wręczenia nagród David di Donatello
37. ceremonia wręczenia włoskich nagród filmowych David di Donatello odbyła się 6 czerwca 1992 roku na Kapitolu w Rzymie.

## Laureaci i nominowani
Laureaci nagród wyróżnieni są wytłuszczeniem.

### Najlepszy film
- Złodziej dzieci (tytuł oryg. Il ladro di bambini, reż. Gianni Amelio)
- Maledetto il giorno che t’ho incontrato (reż. Carlo Verdone)
- Il muro di gomma (reż. Marco Risi)

### Najlepszy debiutujący reżyser
- Maurizio Zaccaro – Dove comincia la notte
- Giulio Base – Crack
- Massimo Scaglione – Angeli a sud

### Najlepszy reżyser
- Gianni Amelio – Złodziej dzieci (tytuł oryg. Il ladro di bambini)
- Marco Risi - Il muro di gomma
- Carlo Verdone - Maledetto il giorno che t’ho incontrato

### Najlepszy scenariusz
- Carlo Verdone i Francesca Marciano – Maledetto il giorno che t’ho incontrato
- Gianni Amelio, Sandro Petraglia i Stefano Rulli – Złodziej dzieci (tytuł oryg. Il ladro di bambini)
- Carmine Amoroso, Suso Cecchi D’Amico i Mario Monicelli – Parenti serpenti
- Sandro Petraglia, Andrea Purgatori i Stefano Rulli – Il muro di gomma

### Najlepszy producent
- Angelo Rizzoli – Złodziej dzieci (tytuł oryg. Il ladro di bambini)
- Claudio Bonivento - Wewnętrzny krąg (tytuł oryg. Il proiezionista)
- Giovanni Di Clemente - Parenti serpenti

### Najlepsza aktorka
- Giuliana De Sio – Niedobra (tytuł oryg. Cattiva)
- Margherita Buy – Maledetto il giorno che t’ho incontrato
- Francesca Neri – Pensavo fosse amore... invece era un calesse

### Najlepszy aktor
- Carlo Verdone – Maledetto il giorno che t’ho incontrato
- Enrico Lo Verso – Złodziej dzieci (tytuł oryg. Il ladro di bambini)
- Gian Maria Volonté – Una storia semplice

### Najlepsza aktorka drugoplanowa
- Elisabetta Pozzi – Maledetto il giorno che t’ho incontrato
- Angela Finocchiaro – Il muro di gomma
- Cinzia Leone – Donne con le gonne

### Najlepszy aktor drugoplanowy
- Angelo Orlando – Pensavo fosse amore... invece era un calesse
- Giancarlo Dettori – Maledetto il giorno che t’ho incontrato
- Giorgio Gaber – Rossini! Rossini!

### Najlepszy aktor zagraniczny
- John Turturro – Barton Fink
- Woody Allen – Cienie we mgle (tytuł oryg. Shadows and Fog)
- Michel Bouquet – Toto bohater (tytuł oryg. Toto le heros)
- Robert De Niro – Przylądek strachu (tytuł oryg. Cape Fear)

### Najlepsza aktorka zagraniczna
- Geena Davis – Thelma i Louise (tytuł oryg. Thelma & Louise)
- Susan Sarandon – Thelma i Louise (tytuł oryg. Thelma & Louise)
- Gong Li – Zawieście czerwone latarnie (tytuł oryg. Da hong deng long gao gao gua)

### Najlepsze zdjęcia
- Danilo Desideri – Maledetto il giorno che t’ho incontrato

### Najlepsza muzyka
- Franco Piersanti – Złodziej dzieci (tytuł oryg. Il ladro di bambini)

### Najlepsza scenografia
- Carlo Simi – Bix

### Najlepsze kostiumy
- Lina Nerli Taviani – Rossini! Rossini!
- Enrica Barbano – Niedobra (tytuł oryg. Cattiva)
- Gianna Gissi – Złodziej dzieci (tytuł oryg. Il ladro di bambini)

### Najlepszy montaż
- Antonio Siciliano – Maledetto il giorno che t’ho incontrato
- Simona Paggi – Il ladro di bambini

### Najlepszy dźwięk
- Gaetano Carito – Il muro di gomma

### Najlepszy film zagraniczny
- Zawieście czerwone latarnie (tytuł oryg. Da hong deng long gao gao gua, reż. Zhang Yimou)
- Cienie we mgle (tytuł oryg. Ombre i nebbia, reż. Woody Allen)
- Thelma i Louise (tytuł oryg. Thelma i Louise, reż. Ridley Scott)

### Nagroda David Luchino Visconti
- Ermanno Olmi

### Nagroda specjalna
- Giuseppe Ieracitano
- Johnny Stecchino